# Sebastjana
Sebastjana je žensko osebno ime.

## Izvor imena
Ime Sebastjana je ženska oblika moških  imen Boštjan oziroma Sebastjan.

## Pogostost imena
Po podatkih Statističnega urada Republike Slovenije na dan 31. decembra 2007 v Sloveniji ni bilo ženskih oseb z imenom Sebastjana ali pa je bilo število nosilk tega imena manjše od 5.

## Osebni praznik
Osebe z imenom Sebastjana lahko godujejo takrat kot osebe z imenom Boštjan oziroma Sebastjan.